# De schat van Rackham de ruue
De schat van Rackham de ruue is een bijzonder stripverhaal uit 2006, dat past binnen de stripreeks De avonturen van Kuifje. Het album vertelt het verhaal van De schat van Scharlaken Rackham in het Brussels dialect. Naar aanleiding van deze uitgave werd De avonturen van Kuifje omgevormd tot D'avonteure van Tintin.

## Situering van het album
De schat van Rackham de ruue is, na Et gehaaim van de Licorne en De bijous van de Castafiore, het derde Kuifje-album dat werd uitgegeven in een Nederlandstalig dialect en daarom ook het derde Kuifje-album in het Brussels dialect.

## Bijzondere gegevens
De schat van Rackham de ruue kreeg een dezelfde afbeelding op de kaft als de reguliere De schat van Scharlaken Rackham. Men bracht ook een rood-witte stikker aan op de kaft met het opschrift In ’t Brussels. Het album werd uitgegeven in hardcover.